# حسن وليد
حسن وليد (مواليد 6 نوفمبر 1997) هو لاعب كرة قدم قطري يلعب كمدافع.
لعب سابقاً في نادي الغرافة ونادي لوسيل.

## روابط خارجية
- حسن وليد على موقع Soccerway.com (الإنجليزية)